# Octomeria prostrata
Octomeria prostrata är en orkidéart som beskrevs av H.Stenzel. Octomeria prostrata ingår i släktet Octomeria och familjen orkidéer. Inga underarter finns listade i Catalogue of Life.